# Seredžius
Seredžius är en ort i Litauen. Den ligger i den centrala delen av landet, 130 km väster om huvudstaden Vilnius. Seredžius ligger 62 meter över havet och antalet invånare är 749.
Terrängen runt Seredžius är platt. Runt Seredžius är det ganska glesbefolkat, med 48 invånare per kvadratkilometer. Närmaste större samhälle är Vilkija, 11,2 km öster om Seredžius. Omgivningarna runt Seredžius är en mosaik av jordbruksmark och naturlig växtlighet.